# Atlasgröngöling
Atlasgröngöling (Picus vaillantii) är en stor hackspett inom släktet Picus som enbart förekommer i nordvästra Afrika.

## Utseende, läte och fältkännetecken
Atlasgröngölingen är i samma storleksordning som gröngölingen men i genomsnitt lite mindre, med en längd på 30–33 centimeter och ett vingspann på 45–51 centimeter. Den är mycket lik gröngölingen, med mörkt mossgrön ovansida och gulaktigt grön undersida samt en klarröd nacke. 
Hanen har även likt gröngölingshanen en röd hjässa, medan honan, till skillnad från gröngölingshonan, helt saknar rött på hjässan där den istället är mörkt grå. Det svarta mustaschstrecket omgärdas av en ljus kant och ögat omgärdas inte av svart som hos nominatformen av gröngöling. 
På det hela taget är atlasgröngölingshanen mycket lik honan av iberisk gröngöling, som vissa betraktar som en egen art, andra som en underart till gröngöling. Övergumpen är ljusare och klarare gul än gröngölingens och de yttre stjärtfjädrarna är randade i grågrönt och vitt. Näbben, som är något kortare än hos gröngölingen, är ljus vid näbbroten och grå vid spetsen och fötterna är grå. 
Trots sin storlek och tyngd har den en lätt och bågig flykt. Dess sång är ett ljudligt ringande skrattläte, plue, plue, plue, som håller ett snabbare tempo än gröngölingens. Den trummar oftare än gröngölingen och virvlarna varar mellan en och 1,5 sekund.

## Utbredning och levnadssätt
Atlasgröngölingen häckar i bergsskogar med ceder, ek, tall och poppel, gärna gammal skog upp till och med trädgränsen på en höjd av ungefär 2000 meter. De har sina bon i trädhålor och de lägger mellan fyra och åtta glansigt vita ägg på en bädd av träflisor. Fågeln livnär sig på insekter som den fångar med sin långa snabba tunga som har en kladdig saliv som insekterna fastnar i.

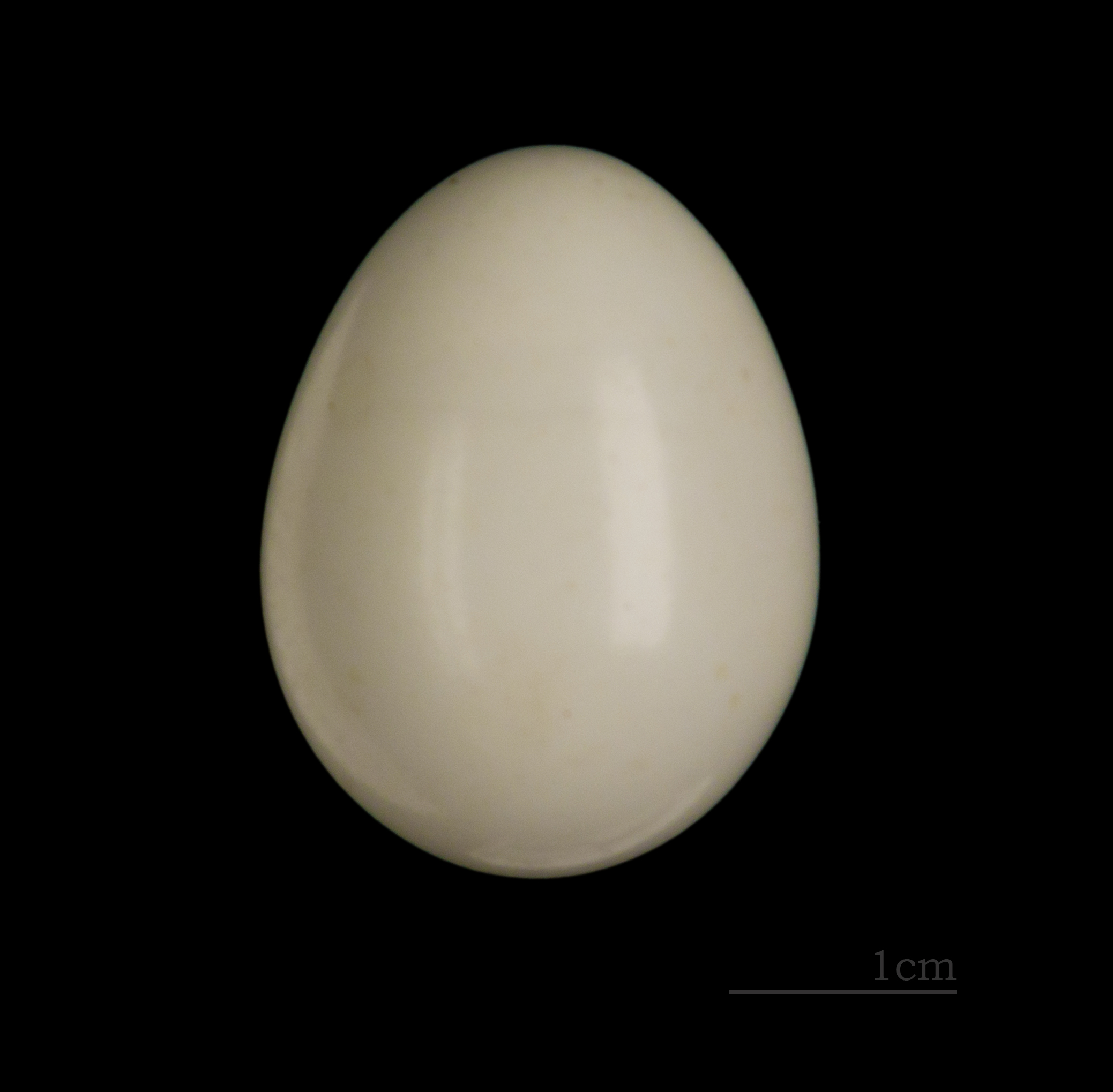
Ägg från atlasgröngölingen.

## Status och hot
Atlasgröngölingens världspopulation har inte uppskattats och kunskapen om dess utveckling är begränsad. Utbredningsområdet är dock relativt stort och den anses inte hotad. Internationella naturvårdsunionen IUCN kategoriserar den därför som livskraftig (LC). Den beskrivs som relativt vanlig.

## Namn
Sitt vetenskapliga namn har den fått efter den franske upptäcktsresanden och naturvetaren François Le Vaillant.